# 岩黄瓜菜
岩黄瓜菜（学名：Paraixeris saxatilis）为菊科黄瓜菜属下的一个种。

## 扩展阅读
- 維基物種上的相關：岩黄瓜菜